# Picador de cavalls

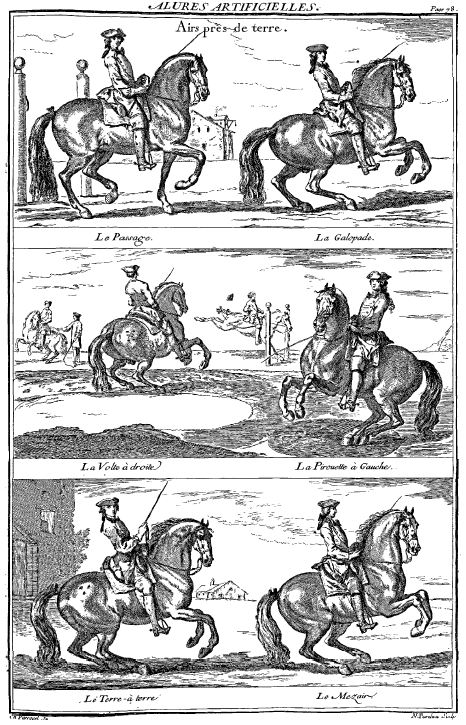
“Aires” de terra. Gravat de Parrocel de l'École de cavalerie, François Robichon de La Guérinière (ed.1733)

En l'Edat Mitjana i èpoques posteriors, un picador era una persona dedicada a domar i ensinistrar cavalls. Sovint exercia també de mestre d'equitació de les classes nobles i de persones acabalades.
L'ofici de picador estava molt relacionat amb el de cavallerís, sense acabar a coincidir del tot.
Una part important de l'ofici, la doma de cavalls, supera els límits del terme i necessita explicacions addicionals.

## Història

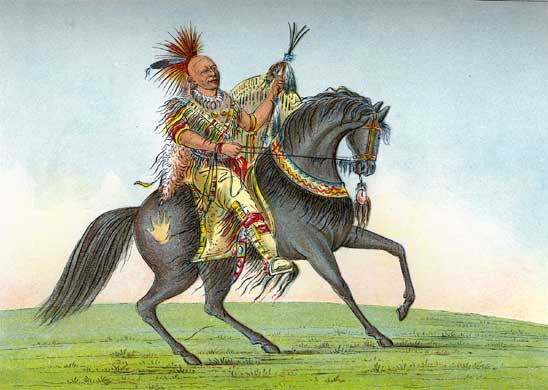
Keokuk cabdill comanxe per George Catlin

En totes les cultures relacionades amb el cavall hi havia persones especialment expertes en domar i ensinistrar cavalls, que eren famoses per aquesta habilitat.
La mitologia grega anomenava Càstor (un dels bessons Dioscurs) domador de cavalls.
Síbaris fou una colònia grega que va dur la doma de cavalls a un alt grau de refinament. Segons la tradició els sibarites feien ballar els cavalls seguint la música de flautes. L'any (510 aC) la ciutat fou destruïda.
Entre els grecs clàssics, Xenofont, el gran general atenenc, escrigué dues obres relacionades amb les cavalls: Hípica i Hipàrquic. Alexandre el Gran va domar Bucèfal, un cavall que havia resistit altres genets. Tan Xenofont com Alexandre eren cavalcadors experts, amb habilitats iguals a les d'un picador professional de la seva època.
També els romans pogueren presumir de bons genets. En els Jocs romans un dels espectacles era el dels desultores, genets que anaven amb dos cavalls i que galopaven saltant de l'un a l'altre, o amb un peu al llom de cada cavall.
Els soldats a cavall s'entrenaven, segons Vegeci, amb dos cavalls de fusta. Aprenent a saltar damunt del cavall des de terra, amb totes les armes (cal recordar que les selles romanes no tenien estreps).
Els domadors de cavalls s'anomenaven “ipponomo” o “ipponoo” en grec. Entre els antics romans, “equiso-onis”.
Prop de l'any 1289 Giovanni Boccaccio explica una anècdota de la Guerra de Sicília (1282-1289). En les festes de celebració de la victòria, els cavallers catalans fan una exhibició “a la catalana”. Això suposa un cert grau de domini dels cavalls i, indirectament, l'existència d'ensinistradors professionals.
La doma com a manifestació artística va néixer a la Itàlia renaixentista (principalment a Nàpols en el període "aragonès" d'Alfons el Magnànim)

### Muntar a la geneta
L'equitació a la geneta és un estil basat en els estreps curts que dugueren a la península ibèrica els Zenetes. La cavalleria geneta fou coneguda i el seu estil usat pels reis cristians. El cavalls genets no portaven armes defensives i eren molt adequats en missions que requerien velocitat i capacitat de maniobra.
A partir del segle xvi es publicaren nombrosos tractats d'equitació a la geneta.

### Doma de cavalls a Amèrica

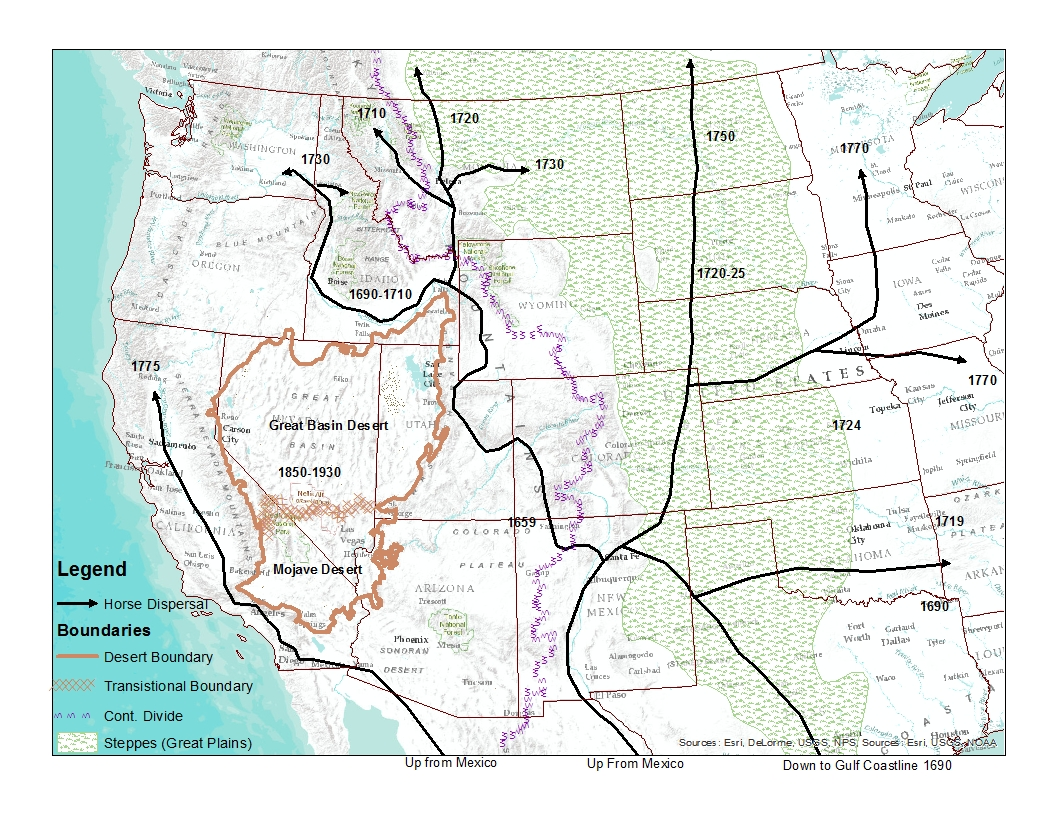
Dispersió dels cavalls a Amèrica del Nord.

El cavall fou introduït a Amèrica en el segon viatge de Cristòfol Colom, a partir d'una reial cèdula dels Reis Catòlics signada el 23 de maig de 1493 a Barcelona.

#### Argentina

##### Indis maputxes
| «                                                         | Nosotros no maltratamos al animal; lo atamos a un palo; tratamos de que pierda el miedo; no le damos de comer si no deja que se le acerquen; lo palmeamos de a pie; lo ensillamos y no lo montamos, hasta que se acostumbra al recado, hasta que no siente ya cosquillas; después lo enfrenamos, por eso nuestros caballos son tan briosos y tan mansos, Los cristianos les enseñan más cosas, a trotar más lindo, nosotros lo amansamos mejor. | » |
| — Una excursión a los indios ranqueles. Coronel Mansilla. | |   |

#### Nord-amèrica

##### Comanxes
Segons alguns testimonis els comanxes empraven un sistema d'esbravament i ensinistrament sense crueltat, semblant als sistemes "naturals" actuals.

#### Alta Califòrnia
- 1770. Descripció dels dragons (soldats “de la cuera”) dels presidios de Califòrnia. “Los mayores ginetes del mundo...”, segons paraules de Miquel Constançó.[16]

### Doma natural
La doma natural implica un ensinistrament del cavall no agressiu per part del domador. El que cal és entendre els sentits i el comportament de l'animal i orientar-lo perquè respongui sense que s'espanti i sense castigar-lo.

### Antecedents
Des de Bucèfal i Alexandre, passant per alguns mètodes amerindis de doma i alguns individuals famosos, sembla possible admetre algun o diversos mètodes de doma no violenta.

### Xiuxiuejadors de cavalls
En el món del cavall anglosaxó hi havia la tradició dels xiuxiuejadors de cavalls. Els iniciadors de la denominació foren Willis J Powell, John Solomon Rarey i Daniel Sullivan. Daniel Sullivan va morir el 1810 a Irlanda i els seus mètodes no passaren a la posteritat. Rarey i Powell publicaren llibres amb les seves idees.

### Domadors naturals actuals
N'hi ha uns quants, amb diversos graus de credibilitat. Un gran domador mexicà, Chico Ramírez, ha fet diversos cursos i demostracions a Barcelona des de fa alguns anys, incloent la Universitat Autònoma de Bellaterra..

## Oficis relacionats
Hi ha moltes professions basades en els cavalls i que exigeixen un cert grau d'habilitat i, gairebé, l'obligació de ser un bon genet.
- Criador de cavalls
- Pastor de cavalls
- Tractants de cavalls, ramblers[19]
  - Un tractant documentat fou Açac el-Calvo, que vengué cavalls a Pere el Gran.[20]
- Cavallerís[21]
- Mestre d'estable
- Mosso d'estable
- Palafrener[22]
- Escuder

## Documents
- 867. L'emperador Basili el Macedoni va començar de domador de cavalls.[23]
- 1283. Dos experts en cavalls de l'època de Pere el Gran: Domingo de la Figuera i el cavallerís major del rei.[24]
- 1333. Ús del cabestre al Nâçerî.[25]
- 1433. Cabestres de cuir de Xàtiva.[26]
- 1450? Ús del cabestre[27] en català.[28]
- 1520. Llibre del coch.[29] El Llibre del coch (llibre del cuiner) és un llibre de cuina que parla de l'ofici de mestre d'estable.[30]

| «                  | … més solament ne diré una libertat que deu haver lo Mestre de estable en casa de son Senyor: ell pot cavalcar la millor bèstia que sia en tot lo estable si fer-ho vol: Si donchs nos fehia per cortesia de algun cavaller o gentil home que en casa de son Senyor estiga… | » |
| — Libre del coch.. | |   |

- 1702. En les Constitucions de Felip V d'Espanya hi ha una bona descripció de l'ofici de picador i de la picaria, instal·lació on treballaven els picadors.[31]

| «                                                                                         | Capítol XVI. Creació de offici de picador de cavalls, calitats, obligacions, y salari que ha de tenir, y per qui deu esser elegit. | » |
| — Constitucions, capitols, y actes de cort, fetas, y atorgats, per Don Felip IV de Aragó. | |   |

- 1757. "Picador" en castellà. Necessitat de que conegui els cavalls.[32]
- 1769. "Domador", "desbrabador" en castellà.
- 1770. “Piqueur” en francès.[33]
- 1792.[34]

## Tractats d'equitació
Els tractats d'equitació són el màxim exponent dels picadors. Els seus autors foren genets experts en la seva època i, molt sovint, es dedicaren de forma exclusiva a la seva professió. Deixant de banda els aspectes tècnics, les seves obres contenen anècdotes curioses que estan a l'abast de tothom.
Alguns llibres de manescalia ofereixen capítols sobre l'ensinistrament dels poltres.
- 1340. Lorenzo Rusio. Mascalcia.[35]
  - L'obra esmenta l'ús d'un cabestre suau (de llana) per a començar l'aregament[36] del poltre.
  - Segons Martín Arredondo era andalús.[37]
- 1438. Eduard I de Portugal. Enssynança de bem caualgar toda sela.[38]
- 1549. Cesare Fiaschi. La singolar maniera dell'imbrigliare, attegggiare, e ferrare cavalli.[39]
- 1550. Federico Grisone. Gli ordini di cavalcare.[40]
- 1551. Fernando Chacón. Tractado de la caualleria de la gineta.
- 1566. Pasqual Caracciolo. La gloria del cavallo .
- 1570. Thomas Blundeville, (traducció anglesa de Grisone)
- 1572. Pedro de Aguilar. Tratado de Caballería de la Gineta
- 1573. Claudio Corte da Pavia. Il Cavallerizzo.[41]
- 1599. Pedro Fernández de Andrada. Libro de la gineta de España.[42]
- 1602. Pirro Antonio Ferraro. Cavallo frenato di Pirro Antonio Ferraro.[43]
- 1605. Luis de Bañuelos y de la Cerda. Libro de la jineta y descendencia de los caballos guzmanes.[44][45]
- 1616. Pedro Fernandez de Andrada. Nueuos discursos de la gineta de España sobre el uso del cabeçon.[46]
  - Aquesta obra indica l'antiguitat en l'ús del cabestre per a ensinistrar cavalls a Andalusia. El cabestre ja s'emprava en altres indrets i tindria una gran importància en la doma de cavalls a Califòrnia (“jáquima” en castellà, “hackamore” en anglès).
- 1623. Antoine de Pluvinel. M.Peyrol. Le maneige royal.[47]
- 1625. Antoine de Pluvinel. Menou de Charnizay. L'instruction du roi en l'exercice de monter à cheval.[48]
- 1650. Giovanni Battista di Galiberto. Il Cavallo da maneggio: Libro dove si tratta della nobilissima virtu del cavalcare, ... diviso in tre parti.[49]
- 1669. Francesco Liberati Romano. La Perfettione del Cavallo.[50]
- 1681. Gervase Markham. Markham's Master-piece Revived: Containing All Knowledge Belonging to the Smith, Farrier, Or Horse-leach, Touching the Curing All Diseases in Horses.[51]
- 1736. François Robichon de La Guérinière. École de cavalerie.[52]
- 1769. Manuel Alvarez Osorio y Vega. Manejo real, en que se propone lo que deben saber los cavalleros en esta facultad para llenar con la practica este gran nombre...[53]